# Bataille d'Arghandab
Guerre d'Afghanistan
La bataille d'Arghandab se déroula dans la province de Kandahar les 18 et 19 juin 2008. Elle opposa des forces canadiennes et afghanes à la guérilla des talibans. Elle se conclut par une victoire de la Coalition.

## Contexte
Dans la région de Kandahar, après l'attaque de la prison de Sarposa (13 juin 2008) et l'évasion de 1 200 détenus, dont un tiers soupçonné d'avoir des liens avec la guérilla, la Coalition engage des opérations pour retrouver les échappés.
Les jours suivants, des rapports indiquèrent que les Talibans s'étaient emparés de 18 villages autour de Kandahar. Selon la Coalition, il semblerait que le but de l'opération soit une attaque sur Kandahar. Le 16 juin, une force afghano-canadienne fut donc envoyée contre le district d'Arghandab où 500 insurgés ont été signalés. Un accrochage eut lieu le lendemain entre Canadiens et Talibans.
Pendant ce temps, la Coalition renforce sa présence à Kandahar.

## La bataille
Le 18 juin 2008, les soldats canadiens et afghans attaquent en direction d'Arghandab et du village de Khohak. Les forces de l'OTAN ne rencontrent qu'une faible résistance et entrent facilement dans Arghandab. De leur côté, les Afghans prennent Khohak et plusieurs villages. Les derniers combats se terminent le 19 et les Talibans se replient.

## Pertes
L'armée afghane perd 6 hommes (2 morts et 4 blessés) tandis qu'elle annonce avoir éliminé 96 Talibans.

## Suites de la bataille
Selon le général Denis Thompson, les Talibans battus se sont simplement repliés et représentent toujours une menace pour Kandahar.

## Source
- (en) Cet article est partiellement ou en totalité issu de l’article de Wikipédia en anglais intitulé « Battle of Arghandab » (voir la liste des auteurs).